# Marco Antônio Paes dos Santos
Marco Antônio Paes dos Santos (født 20. august 1963) er en tidligere brasiliansk fodboldspiller.
Han har spillet for flere forskellige klubber i sin karriere, herunder Shimizu S-Pulse.